# Messent Peak
Der Messent Peak ist ein 1100 m hoher Berg im Zentrum der Antarktischen Halbinsel. Im Grahamland ragt er als einer der Gipfel der Bristly Peaks unmittelbar westlich des Brodie Peak und 8 km südwestlich des Mount Castro auf.
Das Advisory Committee on Antarctic Names benannte ihn 1977 nach David R. Messent (* 1943), Geodät des United States Army Topographic Command, der 1969 zur Wintermannschaft der Palmer-Station gehörte.